# Heneage Finch (4e comte d'Aylesford)
Pour les articles homonymes, voir Heneage Finch.
Heneage Finch, 4e comte d'Aylesford (4 juillet 1751 - 21 octobre 1812), titré Lord Guernsey entre 1757 et 1777, est un homme politique britannique qui siège à la Chambre des communes de 1772 à 1777 puis devient pair. Il est aussi un peintre paysager.

## Biographie
Il est le fils de Heneage Finch (3e comte d'Aylesford), et de Charlotte Finch, fille de Charles Seymour, 6e duc de Somerset. Il est né à la résidence de son grand-père paternel, Syon House, près de Londres. Il fait ses études à Christ Church, Oxford.
Il est élu au Parlement pour Castle Rising en 1772, poste qu'il occupe jusqu'en 1774, puis représente Maidstone jusqu'en 1777, date à laquelle il succède à son père comme comte et entre à la Chambre des lords. Il est un Lord de la chambre de George III entre 1777 et 1783. La dernière année, il est admis au Conseil privé et est nommé capitaine des Yeomen of the Guard par William Pitt le Jeune. Il occupe ce poste jusqu'en 1804, les trois dernières années sous le gouvernement de Henry Addington. Lorsque Pitt reprend ses fonctions en 1804, Aylesford est nommé Lord-intendant. Il exerce ces fonctions jusqu'à sa mort en 1812, successivement sous les ordres de Lord Grenville, du duc de Portland et de Spencer Perceval. Il occupe également le poste honoraire de haut commissaire de Sutton Coldfield de 1796 jusqu'à sa mort.
Outre sa carrière politique, Lord Aylesford est un artiste de renommée dans la tradition britannique du paysage. La collection Tate Britain contient 50 aquarelles, dessins et estampes de Finch. En 1795, un album de gravures de Lord Aylesford et autres est publié. AP Oppe écrit un article présentant le contexte et la liste de 85 gravures à l'eau-forte d'Aylesford intitulée The Fourth Earl of Aylesford . The Print Collector's Quarterly 1924, volume 11, p.   263. Lord Aylesford est élu membre de la Royal Society en 1773 et est administrateur du British Museum entre 1787 et 1812 .

## Famille

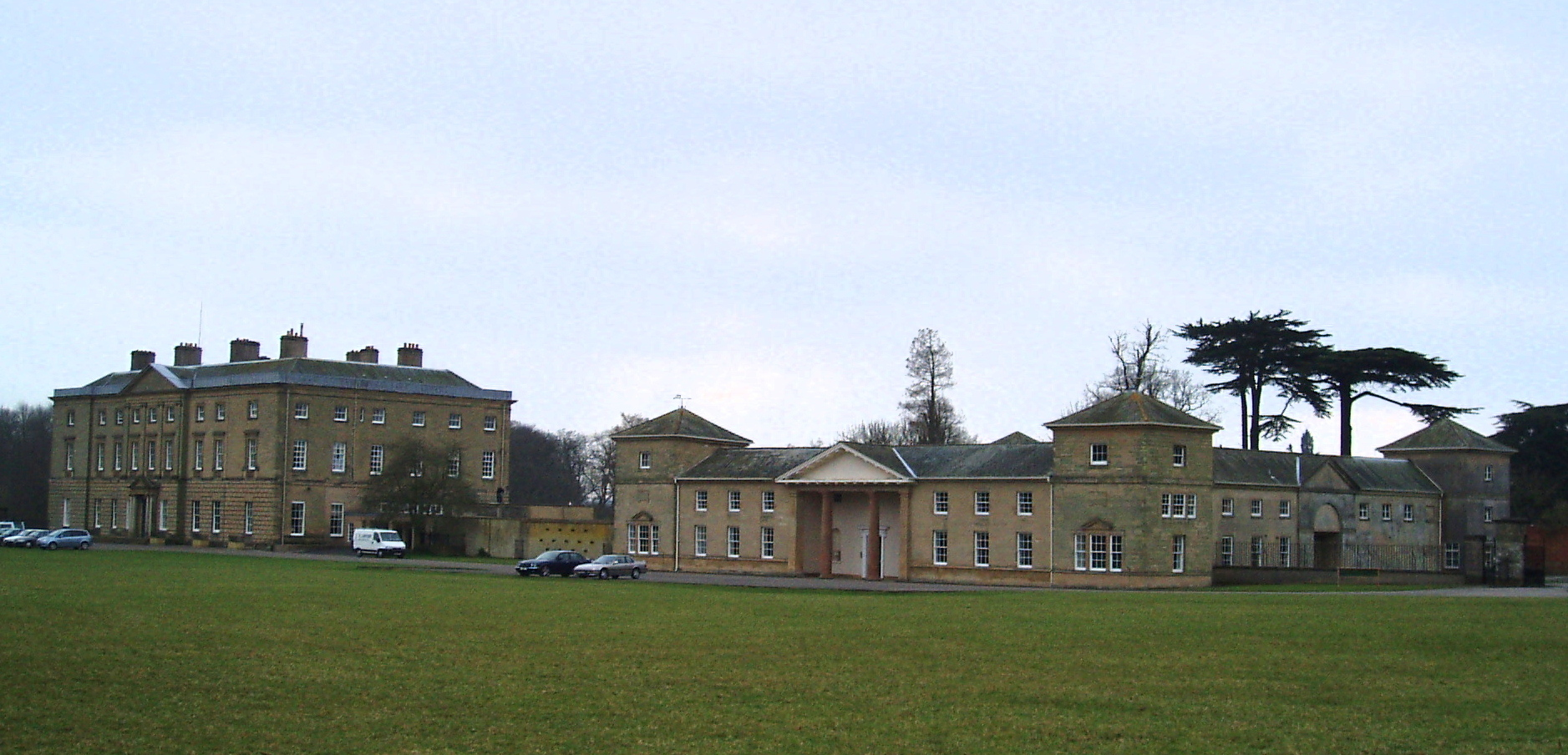
Packington Hall

Lord Aylesford épouse Lady Louisa Thynne, fille de Thomas Thynne (1er marquis de Bath), le 18 novembre 1781. Ils vivent à Packington Hall près de Meriden, dans le Warwickshire et ont douze enfants:
- Charles Finch, Lord Guernsey (décédé le 18 juillet 1784)
- Heneage Finch (5e comte d'Aylesford) (1786-1859) [1]
- Daniel Finch (25 février 1789 - 17 janvier 1868), artiste.
- Frances Finch (vers 1791 - 12 juillet 1886), célibataire
- Edward Finch (1792 - 9 avril 1830)
- John Finch (1793 - 25 novembre 1861), marié en 1835 Katherine Ellice (décédée en 1872).
- Henry Finch (1795–1829)
- Charlotte Finch (décédée le 17 janvier 1869), épouse Charles Palmer le 22 janvier 1823.
- Charles Finch (né en 1799)
- Mary Finch (décédée le 24 juillet 1823)
- Elizabeth Finch (décédée le 1er juin 1879)
- Henrietta Finch (décédé en 1828)
- Caroline Finch (décédé en 1821)

Lord Aylesford meurt de goutte à l'estomac à Great Packington, dans le Warwickshire, en octobre 1812. Il est remplacé par son fils aîné, Heneage. La comtesse d'Aylesford décède en décembre 1832, à l'âge de 72 ans.